# Olivier Tébily
Olivier Tébily (Abidjã, 19 de dezembro de 1975) é um ex-futebolista marfinense que atuava como zagueiro. É primo do ex-atacante Didier Drogba.

## Carreira
Nascido em Abidjã, Tébily era torcedor do Arsenal na infância. Após mudar-se para a França e obter a cidadania local, o zagueiro iniciou sua carreira no Chamois Niortais em 1993. Jogou 91 vezes pelo clube em 4 temporadas, balançando as redes 6 vezes. Em janeiro de 1998 assinou com o Châteauroux, e embora não conseguisse evitar o rebaixamento à Ligue 1, seu desempenho chamou a atenção do Sheffield United, que pagou 200 mil libras pelo zagueiro em 1999. A passagem de Tébily pelos Blades durou apenas 8 partidas.
Em junho do mesmo ano, foi contratado pelo Celtic, na época treinado por John Barnes, que tinha encerrado sua carreira de jogador e estrearia como técnico nos Bhoys. Também jogaria poucas vezes no clube escocês: nas 3 temporadas em que vestiu a camisa do Celtic, entreou em campo apenas 33 vezes. Regressou ao futebol inglês em 2002, assinando com o Birmingham City, pelo qual atuou em 83 partidas. Deixou o clube em janeiro de 2008 e passou 3 meses treinando no Toronto FC, que contratou o jogador em abril. Embora o técnico dos Reds, John Carver, acreditasse numa evolução do desempenho de sua equipe usando a versatilidade de Tébily, o zagueiro disputou apenas 4 jogos e rescindiu o contrato, voltando à França em julho.
Após 3 anos fora dos gramados, Tébily voltaria a atuar nas divisões amadoras, pelo SL Châteaubernard, encerrando sua carreira definitivamente em 2012.

## Seleção
Tébily integrou a Seleção Marfinense de Futebol na Copa Africana de Nações realizada em 2000, jogando 2 partidas. Pelos Elefantes, o zagueiro participou de 18 jogos entre 1999 e 2004.

## Vida pessoal
O zagueiro é primo de 5 jogadores, todos atacantes: Didier Drogba (com quem chegou a jogar na Seleção Marfinense), Freddy Drogba, Joël Drogba, Severin Drogba e Isaac Drogba (filho de Didier).

## Títulos
Celtic
- Scottish Premiership: 2 (2000–01 e 2001–02)
- Copa da Escócia: 1 (2000–01)
- Copa da Liga Escocesa: 2 (1999–2000 e 2000–01)